# Armando Del Debbio
Armando Del Debbio (Santos, 2 november 1904 - São Paulo, 8 mei 1984) was een Braziliaanse voetballer en trainer.

## Biografie
Del Debbio begon zijn carrière in 1919 bij São Bento en maakte in 1922 de overstap naar Corinthians, waar hij een befaamd verdedigerstrio vormde met doelman Tuffy en verdediger Pedro Grané. Van 1922 tot 1924 won hij het Campeonato Paulista, een huzarenstukje dat de club nog eens overdeed van 1928 tot 1930. In 1931 volgde hij net als enkele Brazilianen Amílcar Barbuy naar Lazio Rome om daar te gaan spelen. In 1935 keerde hij terug naar Corinthians en won er in 1937 nogmaals de staatstitel mee. In 1939 was hij al met pensioen, maar speelde hij nog één wedstrijd uit noodzaak tegen Ypiranga.
Del Debbio speelde drie keer voor het nationale elftal. Op 24 februari 1929 in een wedstrijd tegen de Uruguayaanse club Rampla Juniors. Op 1 augustus 1930 tegen Frankrijk en op 2 juli 1931 tegen Ferencvárosi TC, waar hij zijn enige doelpunt scoorde.
Na zijn spelerscarrière werd hij trainer en trainde de drie grootste clubs uit de stad São Paulo.